# Schizachyrium impressum
Schizachyrium impressum là một loài thực vật có hoa trong họ Hòa thảo. Loài này được (Hack.) A.Camus miêu tả khoa học đầu tiên năm 1924.